# Torretta (comune)
Torretta (Turritta in siciliano) è un comune italiano di 4 428 abitanti della città metropolitana di Palermo in Sicilia.

## Storia
Fondata ufficialmente nel 1599 dal nobile Arrigo Traina, fu per quattro secoli feudo dei Tomasi di Lampedusa, divenne poi comune autonomo nel 1820.

### Simboli
Lo stemma comunale è stato concesso con regio decreto del 16 maggio 1889.
Il gonfalone è un drappo rettangolare di rosso.

## Monumenti e luoghi d'interesse
Il monumento più importante è il Santuario della Madonna delle Grazie, con annesso Museo che custodisce vari cimeli e tesori di arte sacra.
Il grande castello baronale, divenuto poi palazzo barocco dei Principi di Lampedusa, andò perduto nel 1954. Al suo posto ora si trova un belvedere da cui si può scorgere il Mar Tirreno.

## Società

### Evoluzione demografica
Abitanti censiti

## Amministrazione

### Sindaci
| Periodo          | Periodo          | Primo cittadino | Partito                                                                 | Carica                    | Note |
| ---------------- | ---------------- | --- | ----------------------------------------------------------------------- | ------------------------- | ---- |
| 21 novembre 1993 | 26 maggio 2002   | Giuseppe Caruso | lista civica                                                            | Sindaco                   |      |
| 27 maggio 2002   | 28 novembre 2005 | Filippo Davi' | Casa delle Libertà                                                      | Sindaco                   |      |
| 28 novembre 2005 | 15 giugno 2008   | Marcello Forestiere Carmelo La Paglia Carmelo Marcello Musolino                                                                   | -                                                                       | commissione straordinaria |      |
| 16 giugno 2008   | 9 giugno 2013    | Vincenzo Guastella | lista civica                                                            | Sindaco                   |      |
| 10 giugno 2013   | 10 giugno 2018   | Salvatore Gambino | lista civica Torretta Cambia - Salvo Gambino Sindaco                    | Sindaco                   |      |
| 10 giugno 2018   | 8 agosto 2019    | Salvatore Gambino | lista civica Avanti Insieme - Identità e Futuro - Salvo Gambino Sindaco | Sindaco                   |      |
| 8 agosto 2019    | 24 ottobre 2021  | Maria Patrizia Di Dio Datola (fino al 26 ottobre 2020) Antonietta Maria Manzo Francesco Milio Antonino Oddo (dal 26 ottobre 2020) | -                                                                       | commissione straordinaria |      |
| 24 ottobre 2021  | in carica        | Damiano Scalici | lista civica Per Torretta                                               | Sindaco                   |      |

## Sport
Nel territorio comunale trova la sede il Palermo F.C. - City Football Academy, centro di allenamento della prima squadra del Palermo Football Club che fa capo al gruppo City Football Group.